# Havets sång
Havets sång (engelska: Song of the sea) är en irländsk tecknad äventyrsfilm från 2014 i regi av Tomm Moore. Den handlar om två syskon som försöker ta sig från Dublin till en fyr där deras far bor, och längs vägen måste utforska sin döda mors mystiska kopplingar till havet och irländsk folktro.
Filmen producerades av irländska Cartoon saloon med samproducenter i Luxemburg, Belgien, Frankrike och Danmark. Det var regissörens andra långfilm, efter The secret of Kells från 2009. Den hade världspremiär 6 september 2014 vid Torontos filmfestival. Den svenska premiären ägde rum 25 september 2015.

## Röster
- David Rawle — Ben
- Brendan Gleeson — pappa Conor
- Fionnula Flanagan — Granny
- Lisa Hannigan — mamma Bronagh
- Jon Kenny — Ferry Dan

### Svenska röster
- Leon Pålsson Sälling
- Lovisa Heed
- Lina Bergfalk
- Fredrik Hiller
- Myrra Malmberg
- Monica Forsberg
- Göran Engman
- Louise Raeder
- Hasse Andersson
- Anders Öjebo
- Göran Engman
- Claes Ljungmark
- Dubbningsregi — Mattias Söderberg
- Inspelningstekniker — Andreas Eriksson, Carl-Magnus Lilljedahl, Christian Jernbro, Daniel Bergfalk, Mattias Söderberg
- Mix — Simon Ellegaard, Magnus Hohler
- Översättning — Robert Cronholt
- Versionering — Audio Resort[15][16]

## Soundtrack
Song of the Sea (Original Motion Picture Soundtrack)
1. Song of the Sea – Lisa Hannigan
2. The Mother's Portrait
3. The Sea Scene
4. The Song – Lisa Hannigan och Lucy O'Connell
5. The Key in the Sea
6. The Derry Tune
7. In the Streets
8. Dance with the Fish
9. The Seals
10. Something Is Wrong – Lisa Hannigan
11. Run
12. Head Credits – Lisa Hannigan
13. Get Away
14. Help
15. Sadness
16. Molly
17. I Hate You
18. Who Are You
19. The Storm
20. Katy's Tune
21. In the Bus – Lisa Hannigan
22. The Thread – Lisa Hannigan
23. Amhrán Na Farraige – Lisa Hannigan
24. Song of the Sea (Lullaby) – Nolwenn Leroy
25. La chanson de la mer (berceuse) – Nolwenn Leroy

## Mottagande
Screen Dailys Mark Adams skrev från Toronto: "Som tillräckligt sofistikerad för att tilltala vuxna och fylld med tillräckligt mycket humor och äventyr för att fungera för barn är Havets sång en riktig animerad pärla, och ett av de verkliga nöjena vid Torontos filmfestival. ... Dess måleriska stil är som en läckert illustrerad favoritbok, och medan den platta animationsstilen är underbart egenartad passar den också tämligen underbart till den magiska folksageberättelsen."